# Amoi seg’ ma uns wieder
Amoi seg’ ma uns wieder ist ein Lied des österreichischen Sängers Andreas Gabalier.

## Veröffentlichung
Amoi seg’ ma uns wieder erschien erstmals im Jahr 2008 als limitierter Promo-Tonträger. Am 29. Mai 2009 erschien es als Teil von Gabaliers Debütalbum Da komm’ ich her. 2014 coverte der deutsche Soulsänger Xavier Naidoo das Stück im Rahmen der VOX-Musikshow Sing meinen Song – Das Tauschkonzert. Seine Version avancierte unter anderem zum Top-10-Hit in Deutschland. Durch den Erfolg von Naidoo und der TV-Show Sing meinen Song erschien letztendlich auch Gabaliers Original erstmals als Single am 23. Mai 2014.
Gabalier sang das Lied bei einer Gedenkveranstaltung nach dem Amoklauf in Graz 2025 am 17. Juni 2025 im Grazer Dom.

## Inhalt
Inhaltlich verarbeitet der Sänger den Suizid seines Vaters Wilhelm und seiner jüngeren Schwester Elisabeth.

## Rezeption
Über die Rezeption des Liedes sagte Gabalier: „Zu diesem Lied erlebe ich die emotionalsten Dinge, tagtäglich. Egal, wohin ich auch komme – an die Tankstelle, in den Baumarkt, ins Hotel, in den Supermarkt – es vergeht kein Tag, an dem ich nicht auf diesen Song angesprochen werde. Denn jeder erlebt persönlich emotionale Abschiede, das macht dieses Lied für viele so besonders.“

### Chartplatzierungen
| ChartsChartplatzierungen | Höchstplatzierung | Wochen |
| ------------------------ | ----------------- | ------ |
| Deutschland (GfK)        | 9 (41 Wo.)        | 41     |
| Österreich (Ö3)          | 3 (47 Wo.)        | 47     |
| Schweiz (IFPI)           | 6 (20 Wo.)        | 20     |

| ChartsJahrescharts (2014) | Platzierung |
| ------------------------- | ----------- |
| Deutschland (GfK)         | 59          |
| Österreich (Ö3)           | 25          |

| ChartsJahrescharts (2010–2019) | Platzierung |
| ------------------------------ | ----------- |
| Österreich (Ö3)                | 79          |

### Auszeichnungen für Musikverkäufe
| Land/Region        | Auszeichnungen für Musikverkäufe (Land/Region, Auszeichnung, Verkäufe) | Verkäufe |
| ------------------ | ---------------------------------------------------------------------- | -------- |
| Deutschland (BVMI) | 2× Platin                                                              | 600.000  |
| Österreich (IFPI)  | Platin                                                                 | 30.000   |
| Schweiz (IFPI)     | Gold                                                                   | 25.000   |
| Insgesamt          | 1× Gold · 3× Platin ·                                                  | 655.000  |